# Birte Sieling

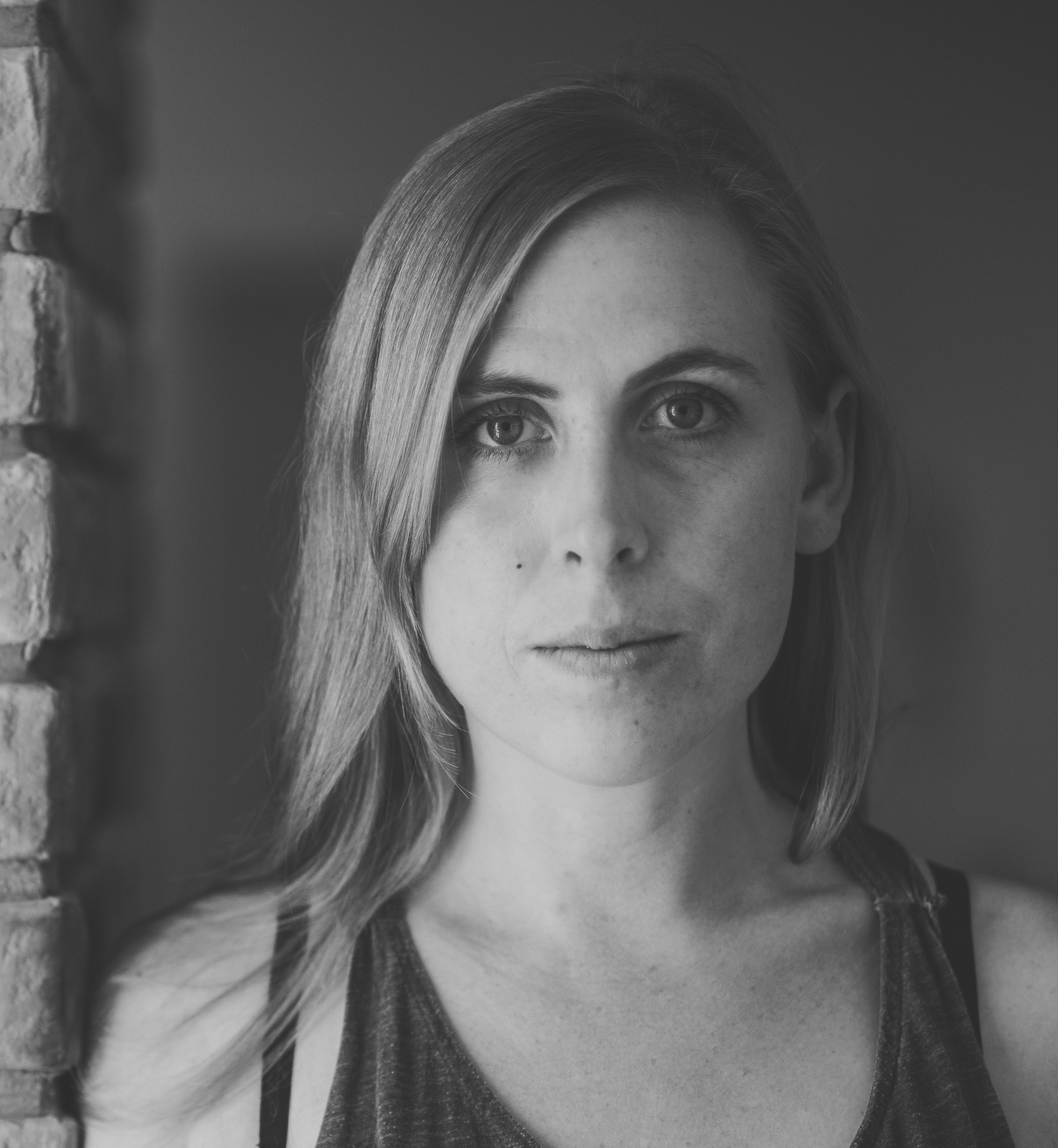
Birte Sieling (2020)

Birte Saskia Sieling (* 27. April 1986 in Frankfurt am Main) ist eine deutsche Schauspielerin und Synchronsprecherin.

## Leben
Birte Sieling wuchs in Frankfurt am Main auf. Nach dem Abitur an der Max-Beckmann-Schule zog sie nach Hamburg, um dort an der Stage School ihre Ausbildung zur staatlich anerkannten Bühnendarstellerin zu absolvieren. Seit ihrem Abschluss 2008 stand sie in zahlreichen Theaterproduktionen als Schauspielerin auf der Bühne. Sie ist Ensemble-Mitglied bei der Dramatischen Bühne, tourt für das Original Gruseldinner und spielt an den Landungsbrücken Frankfurt. Als Synchronsprecherin leiht sie unter anderem vielen Figuren in Computerspielen ihre Stimme. 2013 war sie im Tatort: Borowski und der Engel zu sehen, der auch auf dem Filmfest Hamburg gezeigt wurde.

## Theater
- Der Bandscheibenvorfall (Schmitt) // Landungsbrücken Frankfurt; Regie: Stefanie Otten[2][3]
- Faust (Gretchen) // Die Dramatische Bühne; Regie: Thorsten Morawietz[4]
- Shakespeare in Love (Amme) // Die Dramatische Bühne; Regie: Thorsten Morawietz[4]
- Ein Sommernachtstraum (Titania) // Die Dramatische Bühne; Regie: Thorsten Morawietz[4]
- Der Diener Zweier Herren (Beatrice) // Die Dramatische Bühne; Regie: Thorsten Morawietz[4]
- Alice im Wunderland (Alice) // Die Dramatische Bühne; Regie: Thorsten Morawietz[4][5][6]
- Der Ring des Nibelungen (Brunhild) // Die Dramatische Bühne; Regie: Thorsten Morawietz[4]
- Shakespeares Geliebte (Lady Rich; Queen Elizabeth) // Die Dramatische Bühne; Regie: Thorsten Morawietz[4]
- Molière (Armande) // Die Dramatische Bühne; Regie: Thorsten Morawietz[4]
- Shakespeare gegen Goethe (Gretchen) // Die Dramatische Bühne; Regie: Thorsten Morawietz[4]
- Moulin Rouge (Madame Veronika) // Die Dramatische Bühne; Regie: Thorsten Morawietz[4]
- Der Boxer (Valerie) // Die Dramatische Bühne; Regie: Thorsten Morawietz[4]
- Cyborgs (Ensemble) // Landungsbrücken Frankfurt ; Regie: Christoph Maasch[2][3]
- Grill den Hunger (Ensemble) // Landungsbrücken Frankfurt ; Regie: Christoph Maasch[2][3]
- Dracula (Sadie van Helsing) // Das Original Gruseldinner; Regie: Stefanie Otten, Simone Wagner
- Ein Biss für 2 (Kowalski) // Das Original Gruseldinner; Regie: Stefanie Otten
- Jack the Ripper (Wonda, Molly, Annie, Dr. Hydy) // Das Original Gruseldinner; Regie: Stefanie Otten
- Dr. Jekyll & Mr. Hyde (Mary Roberts) // Das Original Gruseldinner; Regie: Stefanie Otten
- Geisterjäger John Sinclair (Lady X; Fanny Foolish) // Das Original Gruseldinner; Regie: Stefanie Otten
- Die Experimente des Dr. Frankenstein (Elisabeth Lavenza; Frau Blücher) // Das Original Gruseldinner; Regie: Stefanie Otten
- Frankensteins Braut (Berta) // Das Original Gruseldinner; Regie: Stefanie Otten, Simone Wagner
- Schreie im Gespensterhaus (Henriette von Lichtenstein) // Das Original Gruseldinner; Regie: Stefanie Otten, Simone Wagner
- Nosferacula (Esmeralda) // Galadinner; Regie: Michèle Connah

## Synchron
- Watch Dogs: Legion (Connie Robinson) // Ubisoft
- Spellforce 3: Fallen God // Grimlore Games
- Tom Clancy’s Rainbow Six Quarantine // Ubisoft
- Just Cause 4 (Gabriela Morales) // Square Enix
- Call of Duty: Black Ops: Cold War // Activision
- Call of Duty: Modern Warfare // Activision
- Total War: Three kingdoms I ACHT PRINZEN (Empress Jia) // Sega
- Lone Echo für Alice Coulthard (Olivia Rhodes) // Oculus VR
- Call of Duty: Black Ops III für Rachel Kimsey (Rachel Kane) // Activision
- Starcraft 2 Legacy of the Void (Prätorin Thalis) //  Blizzard Entertainment
- Final Fantasy 15 (Coctura Arlund) // Square Enix
- Battleborn für Brina Palencia (Melka) // 2K Games
- Destiny Rise of Iron (Efrideet) // Activision
- Hearthstone
- World of Warcraft (Koda Stahlklaue, Lyandra Sonnenwanderer, Aponi Lichtmähne, Oberanführerin Geya’rah u. v. m.) // Blizzard Entertainment
- XCOM // 2K Games
- Skylanders Imaginators // Activision

## Filmografie
- Tatort: Borowski und der Engel (TV-Reporterin) // Regie: Andreas Kleinert[7][8]